# Unitat administrativa local
S'anomena Unitat administrativa local (UAL) a l'actual nomenclatura NUTS, vigent des de l'11 de juliol del 2003, a les subdivisions del territori econòmic de la Unió Europea a nivell local.
S'han definit dos nivells d'UAL.
- El nivell superior UAL -nivell UAL 1, antic nivell NUTS 4- només existeix als següents països: Finlàndia, Grècia, Irlanda, Luxemburg, Portugal i Gran Bretanya.
- El segon nivell UAL -nivell UAL 2, antic nivell NUTS 5- consta de 98.433 municipis o unitats equivalents als 15 Estats membres de la UE (situació de 1991).